# Finding Out More
Finding Out More is een nummer van het Nederlandse muziekduo Haevn uit 2015.
In 2015 werd "Finding Out More" gebruikt in een commercial voor BMW. Het nummer duurde toen net 30 seconden, maar bereikte internationaal de hitlijsten van Shazam. Hierna besloot Haevn het nummer verder uit te werken tot een volledig nummer. "Finding Out More" werd een klein hitje in Nederland, en haalde de 25e positie in de Nederlandse Top 40.

## NPO Radio 2 Top 2000
| Nummer met noteringen in de NPO Radio 2 Top 2000 | '16  | '17  |
| ------------------------------------------------ | ---- | ---- |
| Finding Out More                                 | 1321 | 1764 |

1. ↑  Een vetgedrukt getal geeft de hoogste notering aan.
2. ↑  2016 was het eerste jaar met een notering voor dit nummer.
3. ↑  Deze tabel is bijgewerkt tot en met de laatste editie (2024).